# Défilé fleuri de Saumur
 (juin 2011).
Si vous disposez d'ouvrages ou d'articles de référence ou si vous connaissez des sites web de qualité traitant du thème abordé ici, merci de compléter l'article en donnant les références utiles à sa vérifiabilité et en les liant à la section « Notes et références ».

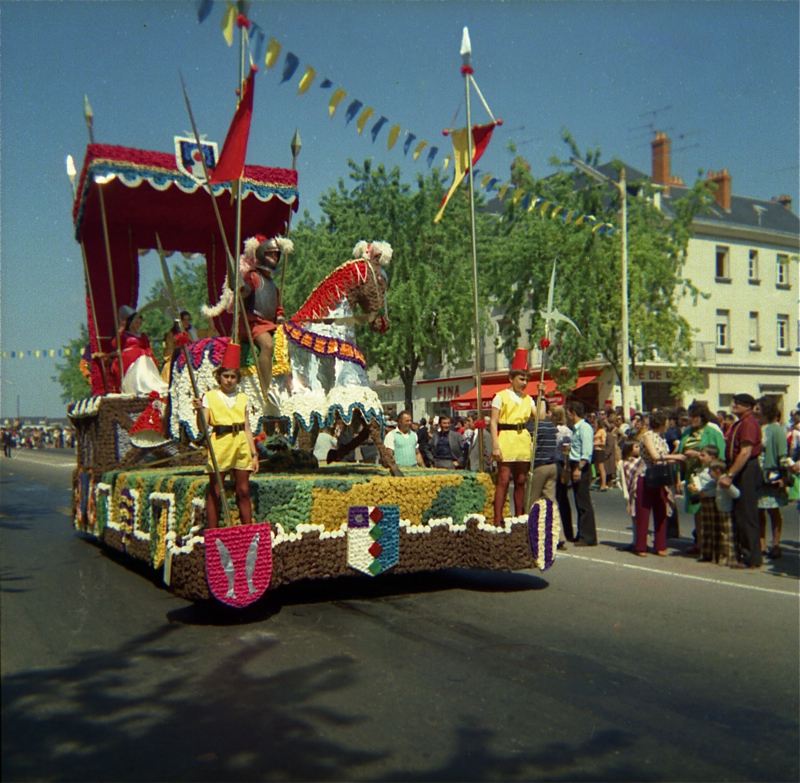
Char 1972 - Thème Le Cheval.

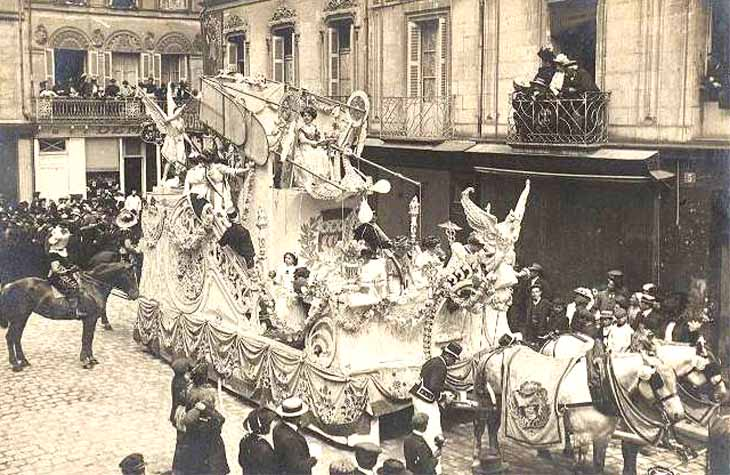
Augustine Orlhac Reine des Reines de Paris (1909) avec son char participant au défilé fleuri de Saumur le 16 mai 1909.

Le Défilé fleuri de Saumur était un corso qui s'est tenu du XIXe siècle à 1990 à Saumur, en Maine-et-Loire.

## Les fêtes à Saumur
Avec le carrousel de l'École de cavalerie (le premier en 1828, le 163e en 2012), le défilé fleuri fut à Saumur l'une des fêtes qui a le plus marqué l'Histoire contemporaine de la ville.

## Histoire

### Origine des défilés festifs à Saumur
Le défilé fleuri de Saumur provient d'une tradition de défilés festifs, pratiqués irrégulièrement depuis 1803. La trace la plus ancienne d'un défilé festif retrouvée dans les archives municipales date du 26 Ventôse an XI (Mi-Carême du 17 mars 1803). À cette époque le journaliste Bonnemère relate dans la presse une cavalcade dont le déroulement rappelle celui des défilés modernes (avec musiques - groupes dansants - chars).

### DuXIXesiècleà la Seconde Guerre mondiale

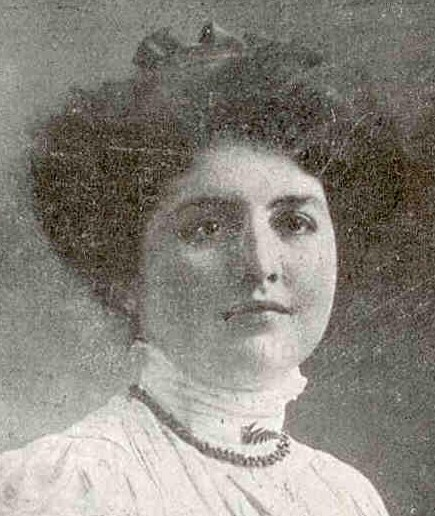
Augustine Orlhac

Une des informations les plus anciennes concerne le défilé fleuri de 1897. La cavalcade devait avoir lieu le 14 mars, elle fut annulée et reportée au 21 à cause de pluies diluviennes.
9 février 1899 : Création du Comité des Fêtes de Saumur. Victor Boret fils en est le secrétaire général.
Les plus anciens documents photographiques concernent le défilé fleuri du 16 mai 1909. Cette année-là, l'organisation fut coproduite avec le comité des fêtes de la ville de Paris. Augustine Orlhac, reine des reines de Paris, élue pour la Mi-Carême, trônait sur un char parisien qui évoquait l'aviation.
Le comité organisa des fêtes diverses : cavalcades et défilés fleuris, festivals de gymnastique, rassemblements de pompiers, fêtes folkloriques, meetings aériens. Le quartier des Ponts, situé sur une île entre les deux bras de la Loire, organisait son propre défilé à l'occasion de la « Fête des Ponts » avec ses mirlitons. Ces mirlitons étaient incorporés dans de faux instruments aux formes étranges, souvent façonnés par d’habiles ferblantiers : les bigophones ou bigotphones. Pas besoin de connaître la musique pour en jouer, il suffisait de connaître la mélodie. Ces instruments connurent le même succès à Cholet pour la Mi-Carême.

### Après la Seconde Guerre mondiale, la cavalcade de 1946
Le premier défilé (première cavalcade) de Saumur de l'après-guerre eut lieu en 1946. Il célébrait la paix retrouvée et évoquait des faits d'actualité, par exemple « la Reconstruction », thème d'autant plus sensible que Saumur avait subi de nombreux bombardements dévastateurs. Tickets pour les textiles, papier, pointes... Et trente chars prirent le départ, le plus souvent tirés par des chevaux. Pas de défilé en 1947, mais la décision de faire de cette cavalcade une fête des fleurs dès l'année suivante (Programme 1966, page 5).

### Les défilés fleuris ou «fêtes des fleurs», 1948 - 1990
De 1948 à 1990, les cavalcades traversèrent la ville de Saumur (long parcours modifié et raccourci à partir des années 1970) avec musiques, groupes et chars, tous ornementés avec des fleurs en papier crépon - environ vingt mille fleurs pour un char[réf. nécessaire]. Les différents quartiers de la ville et communes proches (Bagneux, Dampierre, St-Hilaire St Florent, St Lambert), furent chargés de la réalisation d'un char chacun et de la préparation du groupe qui l'accompagnerait. Un thème général fut défini par le comité, chaque char devant suivre ce thème. Les défilés eurent lieu d'abord en mai puis un dimanche de fin juin. Les premiers défilés passaient devant ce qu’il restait des ruines des quartiers-nord de Saumur très affectés par les bombardements ainsi que devant des baraquements provisoires. Puis ce fut la reconstruction qui s’échelonna pendant une dizaine d’années (quartier de la Gare, quartier de la Croix-Verte, quartier des Ponts). Des prix furent institués pour récompenser les quartiers les plus entreprenants. La conséquence de cette émulation fut une sorte de patriotisme de quartier qui atteint son paroxysme en 1960. (Programme 1966)

### Des générations de créateurs anonymes
Les bénévoles qui s’engageaient dans l’aventure avaient connu la guerre. Leur enthousiasme était à la mesure des épreuves qu’ils avaient traversées. Même si le nombre d’heures de travail était supérieur à celui d’aujourd’hui avec moins de jours de vacances, tous ces créateurs anonymes trouvaient le temps de s’adonner à leur passion en palliant la pénurie par l’ingéniosité. Quel que soit le sujet choisi, comment ne pas admirer ces couleurs à profusion dans une ville encore toute terne et grise, quand le cinéma et les livres n’en étaient aussi qu’au noir et blanc ?
Les femmes préfèrent la fabrication des fleurs ou des costumes qui peut se faire à la maison, loin des hangars aux aspects souvent sombres. C’est là que les hommes assemblent et soudent presque secrètement les éléments des chars à l’abri des regards indiscrets des autres quartiers. Mais la plupart du temps, ce sont aussi les femmes qui collent les fleurs sur les cartons ou les glissent habilement et les fixent avec du fil de fer dans les grillages.
Le temps passant, dès les années 1960, de nouvelles générations rejoignent ou remplacent les précédentes et même des arrivants qui découvrent le défilé fleuri avec curiosité et intérêt. Mais alors les loisirs commencent à se multiplier en même temps que l’abondance se substitue à la pénurie et que la couleur s’impose partout. Construire de grands chars avec des techniques compliquées n’est plus forcément une priorité.

### Financement
Les années 1950-60 marquent l’apogée du défilé fleuri de Saumur. Le défilé fleuri connut une autre période faste de 1977 à 1984. Les artisans et commerçants, nombreux et variés dans les villes, jouaient un rôle essentiel dans le financement et l’organisation de la fête. Ils mettaient la main à la pâte et leurs vitrines illustraient le thème de l’année. Dans les années 1970-80, une affichette précisa « commerçant participant ». À partir des années 1980, les commerçants et artisans, concurrencés par les « Grandes surfaces », moins nombreux qu’auparavant en centre-ville, furent moins impliqués dans la fête. Il fallut trouver d’autres sources de financement, davantage sous forme de subventions.

### Un dimanche du Défilé fleuri
- Les drapeaux

En travers des rues, flottaient des guirlandes de petits drapeaux jaunes et bleus, couleurs du Comité des Fêtes de Saumur, mais fragiles au vent. Mis en place sur le quartier des Ponts pour la visite du président de la république, le Général de Gaulle, à Saumur le 21 mai 1965. 
Un mois plus tard, pour le défilé fleuri, il n'en restait plus que les fils porteurs. Il fallut se résoudre à tout changer. Des mâts en bois placés à tous les angles de rues portaient des drapeaux tricolores ou bleus et jaunes ainsi que des corbeilles de fleurs naturelles placées à mi-hauteur, surtout place de la Bilange et place Maupassant. À partir des années 1980, sur de nouveaux mâts en fibres synthétiques, les oriflammes bleues et rouges, aux couleurs de l’Anjou. 
- La veille et le matin

L’effervescence avait commencé la veille par un concert de la musique municipale, plus tard de formations participant au défilé. Le dimanche matin, c’était la sortie des chars, comme des papillons déchirant leur chrysalide. Il fallait souvent finir de les déplier, de les construire à l’extérieur, surtout pour les parties en hauteur. Derniers collages sous le regard ébahi des voisins et des amis, de ceux ou celles qui avaient confectionné des fleurs sans jamais savoir ce qu’elles allaient devenir. Malheur si le temps était menaçant, c’était autant de retard pris pour l’après-midi.
- Avant le défilé

Après le déjeuner vite fait, les chars et les groupes convergeaient vers le quartier de la Gare et de la Croix-Verte. Avec un peu de chance, on pouvait ainsi découvrir ainsi les chars silencieux qui se rendaient au « rassemblement », entourés de ses anges-gardiens-constructeurs.
- Le défilé

Des années 1950 aux années 1960, une caravane publicitaire précéda le défilé, distribuant toutes sortes de gâteries mais surtout des chapeaux en papier, bienvenus les jours de grand soleil qui virent des évanouissements jalonner le parcours dans une foule très dense. Lʼenvoi dʼune fusée de feu dʼartifice à lʼentrée du pont des Cadets (14h30) annonçait le départ du défilé. Jusquʼen 1966, une escorte motocycliste de la gendarmerie,, en grande tenue dʼapparat, précéda le défilé qui s'achevait par l'entrée des reines à la Mairie entre 18h30 et 19h. 
- Les programmes

Le Comité des Fêtes avait ses propres vendeurs de confettis portant le brassard jaune et bleu. Ce sont eux qui vendaient aussi le programme cartonné, au prix de 1,50 F en 1966 (38 pages, en 1966) ; 10 F en 1983 + une tombola ; 12 F en 1984 ; 15 F en 1990, tous abondamment illustrés par des publicités locales, exemple : « Réfrigérateurs Kelvinator, rue St Nicolas » (programme 1966, page 24), « Blanchaud, entreprise du Saumurois, à Chacé, spécialisée dans la lyophilisation », le plus souvent en 4e de couverture. Formats du programme 1990 : 22 × 16 centimètres, (Imprimerie du Progrès, Saumur ; imprimerie Lemercier, Longué ; Buro-Modern, Saumur).
- Les spectateurs

Comme on le voit sur les anciennes photos, le public très nombreux n’assistait au défilé fleuri comme au carnaval à Nantes ou à Cholet. Il se tenait sagement sur les trottoirs en habits du dimanche. Certains assistaient au défilé fleuri avec la même ferveur que pour le cortège de la Fête-Dieu. D’ailleurs l’Église s’en est mêlée en invitant ses ouailles à ne pas se laisser « entraîner dans des excès » au cours de ces jours de fête.
Des spectateurs venaient de loin pour le voir. Certains d’entre eux louaient des chambres à l'hôtel Budan pour avoir la meilleure vue possible sur le pont Cessart où s'avançait le cortège. Les tribunes payantes étaient installées place de la Bilange, auprès d'une fontaine ornée jusque dans les années 1970 d'un hippocampe. Cette fontaine n'existe plus. Aux confettis s’ajoutaient les serpentins en papier. Un manège était installé avenue du Général de Gaulle. Il était un point de ralliement pour tous les enfants du quartier avant et après le défilé. Une odeur de cacahuètes fraîchement grillées montait à proximité. Leur succès étaient assuré ainsi que la vente d’autre friandises, rares encore dans les années 1950. Les bars sortaient tables et bancs, les photographes faisaient l’une de leurs meilleures journées de l’année avec la vente des pellicules photographiques, plus tard des appareils « jetables ». Puis ce fut le temps des caméras « super 8 » avant l’arrivée de la vidéo (1988).
- Les moteurs

Les véhicules qui portaient la plupart des chars, vieilles automobiles reconverties, avaient des moteurs quelquefois récalcitrants. Il n'était donc pas rare de recourir à la dépanneuse de service pour tirer tel ou tel char. La mise en place de l'attelage pouvait prendre du temps, mais c’était tout à l’honneur du dépanneur de service de remorquer un char.
- Les reines

Les reines de chaque quartier, accompagnées d'enfants, étaient assises sur les chars de manière assez inconfortable, du genre sièges d'anciens tracteurs. Le dernier char était celui des reines de Saumur qui recevaient un grand nombre de cadeaux de la part des commerçants saumurois et du Comité des Fêtes. Mais les spectateurs n’étaient pas toujours attentifs à leur passage qui marquait la fin du défilé. Ils avaient hâte d’aller plus loin revoir le défilé. À l’issue du défilé, toutes les reines avaient l’honneur de monter les escaliers de la Mairie pour une réception en présence des personnalités invitées et des personnalités saumuroises.
- Difficultés de parcours

Il n'était pas simple de s'engager dans les petites rues de Saumur, comme la rue Saint-Jean, l'une des plus anciennes rues de Saumur. Les plus grands chars restaient en attente parce qu'ils ne pouvaient pas y passer.
Les pompiers étaient de la fête mais pas « à la fête ». Leurs véhicules stationnaient dans différents lieux stratégiques de la ville. Compte tenu du nombreux public et des dangers d’inflammation, il fallait pouvoir intervenir très vite. On verra que cette précaution n’était pas vaine. En attendant, debout sur leurs engins, derrière les spectateurs, ils regardaient le défilé passer.
- Le défilé de nuit

Il fallait faire vite entre le défilé de l'après-midi et celui de la nuit pour mettre les chars en lumière. Pendant longtemps, on ne put compter que sur des batteries et des phares de voitures ou de camions. En arrivant sur le quartier des Ponts - défilé en sens inverse de celui de l'après-midi - les batteries étaient souvent à plat. (Voir parcours des défilés). Ces batteries d’automobiles et de camions font aussi l’affaire des Carnavaliers de Cholet au début de leurs défilés de nuit. Mais les élèves dépasseront très vite leur maître.
Avec leurs techniques innovantes, les Carnavaliers de Cholet, Carnaval de Cholet, vinrent à leur tour en renfort pour illuminer les chars des dernières années, les batteries étant avantageusement remplacées par des groupes électrogènes pour alimenter des myriades de petites ampoules.
- Lendemain de fête

Le lundi matin, les journaux locaux (Le Courrier de l'Ouest, La Nouvelle République) envoyaient dans les quartiers leur voiture « haut-parleur » qui vendait le journal plus que d’habitude. Pour beaucoup de spectateurs, c’était la seule façon de garder des souvenirs photographiques de la fête. Les photographes professionnels, quant à eux, avaient développé leurs photos, les affichaient et les mettaient en vente sur le trottoir devant leur magasin. Très vite, ils firent tout ce qui était possible pour avoir des clichés en couleur (Decker, rue d’Orléans et quartier des Ponts / Lacoste, rue Beaurepaire / Perusson, rue d’Orléans). Une projection de diapositives était organisée dans le « Foyer » du théâtre quelques jours après la fête. C’était surtout l’occasion pour tous les constructeurs et participants de voir enfin le fruit de leur travail.
Il était de tradition que le lundi ait lieu le Retour de cavalcade,. Sorte de défilé débridé et carnavalesque où personne ne se prenait au sérieux. Les parents pouvaient quitter leur travail pour participer à la fête. Dans les années 1980, les élèves des établissements scolaires profitèrent de la « Journée du Maire ». Au fil du temps, il devint impossible de paralyser le centre-ville. Ce retour de cavalcade fut offert tour à tour dans un quartier spécifique de la ville. Mais le spectacle y perdit en popularité : en 1966 : quartiers Gare, Croix- Verte, les Ponts, à partir de 15h30. Souvent, la fête s’achevait par un défilé dans chaque quartier, les musiques locales allant de bar en bar. 
Plusieurs chars eurent une seconde vie en étant loués à l’occasion d’autres fêtes. Ce fut le cas avec la Fête de la Saint-Michel à Angers.

## Parcours des défilés fleuris

### 1966[3],[8]
- Dimanche après-midi : Rassemblement route de Rouen, avenue David-d'Angers. Pont des Cadets, avenue Général de Gaulle, Pont Cessart, place de la Bilange, rue Franklin-Roosevelt, rue d'Orléans, place Maupassant, rue du Maréchal Leclerc, rue Célestin-Port, place Verdun, avenue général Commentry, rue Hoche, rue Seigneur, place de la Gendarmerie, rue Volney, place Dupetit-Thouars, rue Portail-Louis, rue Dacier, place Saint-Pierre, rue du Puits-Neuf, rue Saint-Jean, rue Saint-Nicolas, rue du Manège des Écuyers, rue Beaurepaire, rue Franklin-Roosevelt, place de la Bilange, rue Molière, quai Mayaud, place Alain-Targé.
- Nuit : 22h rue Pont-Fouchard, rue Maréchal Leclerc, rue d'Orléans, Place de la Bilange, Pont Cessart, avenue Général de Gaulle, pont des Cadets, place de la Résistance.
- Lundi : 15h30 Place Marc Leclerc, rue Jouanneault, rue Paul- Bert, rue Waldeck-Rousseau, quai du Roi René, Pont des Cadets, rue de l'Ancienne Gare, rue de l'île-Neuve, rue Emmanuel Clairefond, rue Nouvelle, rue de l'île d'Or, place de la Gare, avenue David d'Angers, pont des Cadets, avenue Général de Gaulle, rue Jouanneault, place Marc Leclerc.

### Années 1950 à 1990[9]
- 1950 : Le défilé fleuri évoque les fleurs, les fruits et les vins. Et c’est vrai que les vins y occupent une place plus qu’honorable et sans modération : « Sorties de caves de St Florent », « Tous d’accord pour le même canon », un hymne à l’ivresse !
- 1954 : La culture a rendez-vous avec la fête : le thème des scènes mythologiques rappelle les grandes peintures de Titien, Rembrandt, Le Corrège et beaucoup d’autres du XVIe au XVIIIe siècle. Autant dire un défilé fleuri qui réussit à « démocratiser » un sujet plutôt intellectuel comme le prouvent certains titres des chars : « Le Triomphe de Galathée », « l’Enlèvement de Ganymède », « Centaure dominé par Éros », « La Naissance d’Aphrodite ».
- 1955 : La France d’Outremer illustre, sans aucun complexe, la colonisation en Afrique et en Extrême-Orient. C’est encore l’époque où l’Occident croit aux bienfaits illusoires qu’il a apportés dans le monde des bons « sauvages » : « Terreur sur la Jungle » avec ses « anthropophages », la « Chasse royale au Cambodge ». Dans ce délicieux mélange exotique, l’évocation de Paul Gauguin à Tahiti apporte une note plus poétique.
- 1957 : Thème : Le Cinéma. Comme pour la Mythologie, heureusement, les concepteurs des programmes ont eu l’idée d’accompagner les noms des chars d’une petite explication ; par exemple, pour le char « Michel Strogoff », il est précisé : « Officier du Tsar, Michel Strogoff est fait prisonnier par les Tartares. Il est condamné à avoir les yeux brûlés au fer rouge. mais pour l’amour d’une femme, le bourreau, à l’insu de tous, l’épargnera. Michel Strogoff parviendra à s’évader et à accomplir sa mission. » ; invitation aussi à la lecture du chef d’œuvre de Jules Verne. Le Défilé fleuri avait donc, entre autres, des vertus pédagogiques.
- 1958 : Les constructeurs de « Bon chien chasse de race » ont imaginé un astucieux système de ressorts placés sous le plateau destiné à provoquer le sautillement du char surtout sur les pavés, encore nombreux en ce temps-là. Grande déception : les résultats attendus ne furent pas au rendez-vous.
- 1959 : Au début de l’après-midi, juste avant le départ du défilé, un orage inonde les rues en quelques minutes. Quand le soleil revient, les chars délavés par la pluie avaient triste mine. Malgré tout, le public revient le long des trottoirs et le défilé part avec beaucoup de retard. Le lendemain, il faisait grand soleil[réf. nécessaire].
- 1960 : Une dispute oppose les constructeurs du char La Dame aux Camélias (quartier St Nicolas, Beaurepaire) - 2e prix - au char Le Roman de la Momie (quartier des Ponts) - 1er prix, parce que, pour ce dernier, on avait utilisé du carton doré à la place des fleurs[réf. nécessaire]. Dans les jours qui suivirent, les camélias géants du char malchanceux furent posés devant certains commerçants du quartier des Ponts pour bien montrer qu'ils étaient tout en fleurs.
- 1961 : Pas de défilé ; les prix sont supprimés.
- 1962 : L'un des plus grands chars fleuris de cette année-là, célébrant l'Histoire de Saumur, est Le Premier Carrousel (Saint Nicolas-Beaurepaire), si grand que le second plateau se détacha du premier. Un autre char, représentant le château de Saumur, d'après la miniature du Livre d'heures du Duc de Berry (quartier des Violettes) eut un grand succès avec ses toits couverts de petites ardoises.
- 1963 : Malchance : le char Les Lavandières du Portugal est en partie détruit par le feu au cours du défilé de nuit, principalement la partie arrière avec sa grande lessiveuse couchée[réf. nécessaire]. Il n'y eut aucune victime. Reines et enfants sont retirés à temps. Le lendemain, le char défile malgré tout, amputé de toute sa partie brûlée ; il n'en restait que les grillages dans lesquels on fixait les  fleurs. Le char Mustapha dut changer de nom à la suite de menaces. Il fut nommé : De l'Afrique à l'Orient en chantant (programme 1963). La Guerre d'Algérie étant encore dans tous les esprits.[réf. nécessaire]
- 1967 : Certains bénévoles commencent à se lasser. Le défilé fleuri est remplacé par une fête folklorique (programme 1967).
- 1968 : À la suite des événements de mai 68, le défilé fleuri est annulé. Il est reporté à l'année suivante.
- 1969 : Conséquence de l'affaissement du pont Cessart[10] en 1968, le défilé fleuri ne peut pas partir du quartier de la Croix-Verte. Il passe de nouveau sur ce pont en 1971, du moins sur une passerelle by-pass de type Arromanches.
- 1973 : Des sifflements au moment du passage de la fanfare de l'École de Cavalerie. (Courrier de l'Ouest du 25 juin 1973).
- 1976 : Fête folklorique.
- 1984 : Décision de produire le défilé fleuri tous les deux ans[réf. nécessaire]. Une des conséquences en est que les membres des équipes de quartier se perdent de vue. La fabrication de toutes sortes de fleurs était un art dont l'apprentissage se transmettait en famille ou parmi les voisins, collègues, entre retraités et plus jeunes...
- 1988 : Avant-dernier défilé fleuri, sur le thème des « Festivals ». Saint-Macaire-en-Mauges, qui perpétuera son défilé fleuri, présente deux chars. Dans ce défilé fleuri, un groupe original de majorettes (Fécamp) sur patins à roulettes, déjà présent en 1986. Défilé de nuit : il fallait illuminer les chars après le défilé de jour qui s'achevait vers 18h30. Une course contre la montre jusqu'à 22h30 avec le concours des carnavaliers de Cholet. La difficulté d'achever cette mise en place dans les temps aboutit à un ordre du défilé qui ne correspond pas à celui du programme. (Programme 1988, page 29 - no 16 et page 35 - no 37).
- 1989 : C’est l’année du bicentenaire du début de la Révolution française. Le char de Saint-Lambert-des-Levées porte une Bastille qui sera brûlée place de la République après un long défilé nocturne dans Saumur. Le Comité des fêtes est aussi l’organisateur du feu d'artifice qui suit ce défilé.
- 1990 : Dernier défilé fleuri de Saumur sur le thème des « Fêtes du Monde », 24 juin, où il fallut compléter le défilé, avec deux chars de Champigné (Programme 1990, page 23 - no 8 et page 25 - no 26). Une importante délégation portugaise accompagne le char de Dampierre-sur-Loire pour célébrer la fête de la Saint-Jean au Portugal. Sur d’autres chars, des éléments de 1988 ont été repris de la même manière que le dragon de Saint-Lambert resservira plus tard en tant que géant : « Tchang et son dragon ». Participation de Verden (Allemagne) et Warwick (Grande-Bretagne)[11]. L'école de samba Tudo Vai Bem et le groupe Créolita ajoutent une dimension carnavalesque au défilé. Les deux chars de Champigné ne sont pas présents au défilé de nuit, contrairement au programme annoncé. Lors des précédentes éditions du défilé fleuri, la défection de certains quartiers s’était déjà manifestée, mais cette fois, la lassitude semble insurmontable et les modes ont changé ou évolué. La fin du défilé fleuri de Saumur est donc entérinée.

## Thèmes des défilés fleuris
Programme des défilés fleuris de 1948 à 1990 :
- 1948 : Les Chansons françaises.
- 1949 : Les Fables de la Fontaine.
- 1950 : Les Fleurs, Fruits et Vins.
- 1951 : L'Histoire de France.
- 1952 : Les Contes de fée.
- 1953 : Les Opérettes célèbres.
- 1954 : Scènes mythologiques.
- 1955 : La France d'Outre-Mer.
- 1956 : Les Jeux de société.
- 1957 : Le Cinéma.
- 1958 : Dictons et Proverbes.
- 1959 : Les Plaisirs de la Table.
- 1960 : Les Romans célèbres.
- 1962 : Saumur et son Histoire.
- 1963 : Chansons d'hier et d'aujourd'hui.
- 1964 : Souvenirs de voyages.
- 1965 : La Danse.
- 1966 : Vingt ans de thèmes.
- 1969 : Les Plaisirs.
- 1970 : Succès d'antan, tubes d'aujourd'hui.
- 1971 : Les Belles.
- 1972 : Le Cheval.
- 1973 : Les Années folles.
- 1974 : La Femme ou l'éternel féminin.
- 1975 : Rêves et souvenirs.
- 1977 : Les Bandes dessinées.
- 1978 : La Musique.
- 1979 : La Télévision.
- 1980 : Les grands Événements.
- 1981 : Contes et Légendes.
- 1982 : La Fête.
- 1983 : Les Loisirs.
- 1984 : La locomotion à travers les Âges.
- 1986 : Les Grandes Découvertes.
- 1988 : Festivals du Monde.
- 1990 : Fêtes du Monde.

Sur le programme de 1990, « Festivals du Monde » est indiqué par erreur en 1989.

## Les quartiers  et communes concernés
La construction des chars concerna principalement les quartiers suivants :
- Quartiers « Gare-Croix Verte »
- Quartier « Les Ponts »
- Quartier « Centre-ville »
- Quartiers « Saint-Nicolas-Beaurepaire »
- Quartiers « Portail-Louis », « Les Moulins », « Hauts quartiers »
- Quartiers « St Jean », « St Pierre », « Quai Mayaud »
- Quartiers « Les Violettes », « Robert Amy », « Clos Bonnet », rejoints par « Le Chemin Vert »
- Quartier « Nantilly »
- Bagneux
- Saint-Lambert-des-Levées
- Saint-Hilaire-Saint-Florent
- Dampierre-sur-Loire

## Groupes et musiques
Des groupes et des musiques de renom ont participé au défilé fleuri : La Cordée de Sablé-sur-Sarthe (groupe dansant), l'Harmonie de Auvers-le-Hamon, l’Avant-Garde du Mans, Le Mans, la Flambée de l’Épau, les groupes et musiques d’Aigné, La Milesse, Vouillé la Bataille, Belle-Beille (Angers), les musiques de Warwick, Grande-Bretagne et Verden, Allemagne, villes jumelées avec Saumur. En ce qui concerne les groupes locaux, les Majorettes de Saumur, les petites Écuyères, les Amazones, les twirlinettes de l’Anjou se sont illustrées au cours des dernières années du défilé fleuri. Parmi les fidèles, la Fanfare de l'École de Cavalerie de Saumur, EAABC, dissoute au début des années 2000, le Réveil saumurois, fanfare de tambours, clairons et trompettes, présent des débuts du défilé fleuri à la fin ; les musiques de Chacé-Varrains, Villebernier, Varennes-sur-Loire, Allonnes... toujours fidèles, même si certaines d’entre elles ont changé plusieurs fois de nom et de statuts. À partir des années 1980, la présence de groupes étrangers (Allemagne, Belgique, Danemark, Espagne, Italie, Portugal, Suède, Suisse) s’accentue pour atteindre son point culminant de 1982 à 1984. On y trouve aussi bien des groupes folkloriques prestigieux que des musiques militaires (Fanfare militaire du Corps de musique d’Élite de Genève) qui annoncent le prochain Festival des Musiques militaires.

## Saumurois qui ont marqué les défilés fleuris
Parmi les Saumurois qui ont longtemps œuvré à la réalisation du défilé fleuri, il convient de citer les présidents du Comité des Fêtes : André Gouin, créateur du défilé fleuri, Jean Bordier, Marcel Angibault, ses successeurs, puis Maurice Fournier, adjoint au maire, auquel succède en 1980 l'actuel président : Jean-Claude Mazé. Monsieur le Verrier qui inventa pour l'harmonie de Varrains un style nouveau dans les années 1960 et un dynamisme qui ont jusqu'en 1990 soulevé la joie des spectateurs, habituellement sérieux au passage du défilé. En 1974, Jacques Pucelle et quelques amis créèrent la Confrérie des Joyeux Cavalcadiers de Saumur (aujourd'hui Joyeux Festivaliers). Décédé en 2010, Claude Hamelin, professeur au lycée, fut jusqu'à ses derniers jours le concepteur de nombreux chars qui ont marqué le public par leur originalité. Des dessins, il passait aux maquettes confiées ensuite aux constructeurs, parmi lesquels des élèves du collège de Saint-Lambert-des-Levées. Il a également réalisé la maquette de la salle du théâtre de Saumur.

## Depuis 1985: festival des musiques militaires
En 1985, il est acquis de faire alterner le défilé fleuri avec un festival des musiques militaires. Saumur pouvait être fière de posséder une des musiques militaires parmi les plus originales, défilant à cheval dans la ville et lors du Carrousel en tenue traditionnelle de Dragons : la fanfare de trompettes de l’École d’Application de l’Arme Blindée et de la Cavalerie. Elle a participé à presque tous les défilés fleuris et de nombreuses autres manifestations saumuroises. Elle était essentiellement composée d’appelés du contingent. Le dernier chef de cette fanfare sera Éric Conrad qui la portera à son apogée lorsqu’elle sera nommée Fanfare principale de l’Arme Blindée Cavalerie. Sa participation au défilé du 14 juillet à Paris la fera connaître au-delà des frontières. Plusieurs CD seront enregistrés aux éditions Corélia, faisant suite à des enregistrements sur disques vinyles. La restructuration de l’armée dans les années 2000, la fin de la conscription seront les causes principales de sa dissolution. Mais le souffle est donné : Saumur va devenir une ville réputée pour son festival des musiques militaires.

## Depuis 1992: Festival des géants et des masques
Le « Festival international des géants » puis « des géants et des masques » remplace le défilé fleuri. Changement de nom et fête des années paires en alternance avec le festival des musiques militaires (années impaires). Pourquoi les masques ? C'est à Saumur, en 1842, que fut fondée une célèbre entreprise de fabrication de masques, l'entreprise César, délocalisée en 2004 (Archives les Échos).
Les défilés de géants ne sont pas de tradition angevine. Les géants sont plutôt littéraires : les Gargantua, Pantagruel de François Rabelais. Ils sont cependant à l’origine de cette nouvelle fête. Géants invités mais aussi géants créés à Saumur. Le premier d’entre eux fut une géante : Coco Chanel, qui vécut une brève partie de sa vie à Saumur. L’esthétique s’est améliorée avec les années et la règle de conserver les géants fut respectée. C’est ainsi que plusieurs années de suite ou non, le public retrouve les géants qu’il a déjà pu voir, au contraire des chars du défilé fleuri qui étaient très éphémères.
Avec la fin du défilé fleuri, c’est aussi l’abandon progressif des reines des différents quartiers. À noter l’absence d’ambassadrices de Saumur (reines auparavant) de 1992 à 1998, puis à nouveau, à partir de 2010.

## L'héritage du défilé fleuri
Aujourd'hui, il reste du défilé fleuri un sentiment de nostalgie. C'est sans doute pour cette raison que la fête des géants et des masques a de nouveau intégré des chars fleuris : Les chevaux de bois (Scoop 2006), Harry Potter (Chemin Vert Robert-Amy 2006), L’anniversaire des soixante ans (quartier Saint-Nicolas 2006), Aladin (St Lambert, 2006, 2008, 2010), Le 5e élément (quartier Saint-Nicolas 2008, 2010), Venise (quartier Saint-Nicolas, 2010, 2012), Le Marsupilami (quartier Chemin Vert - fleuri en 2010 et 2012), Tournoi (quartier Chemin Vert, 2010), La fête des vendanges (quartier des Ponts, 2012), Les fêtes de Cornouaille (quartier Saint-Nicolas, 2012)... Leur présence participe pour beaucoup au succès de la fête, même si les nouvelles générations n’ont pas connu les défilés du passé dont sont rapportés quelques échos.